# Арабач
 Арабач — деревня в Усть-Вымском районе Республики Коми в составе сельского поселения  Гам. 

## География
Расположена на правобережье Вычегды на расстоянии примерно 11 км по прямой от районного центра села Айкино на юго-запад.  

## История
Известна с 1586 года как деревня с 5 дворами, в 1608 году 8 дворов, в 1678 14, в 1719 15. В 1859 году отмечалось 46 дворов и 255 жителей, в 1926 88 и 377, в 1970 327 человек. Имеется убогая деревянная Покровская церковь.

## Население
Постоянное население  составляло 149 человек (коми 81%) в 2002 году, 115 в 2010 .